# 2015-ös gyorsasági kajak-kenu Európa-bajnokság
A 2015-ös gyorsasági kajak-kenu Európa-bajnokságot a csehországi Račicében rendezték 2015. július 10. és július 13. között. A magyarok közül csak a női kenusok szerepeltek, mert a többi versenyző az Európa játékokra készült.

## Magyar csapat
| Versenyszám | Név                           | Helyezés |
| ----------- | ----------------------------- | -------- |
| C2 500m     | Lakatos Zsanett Takács Kincső |          |
| C1 200m     | Lakatos Zsanett               |          |